# Милан Атлагић (генерал)
Милан Атлагић (Врточе, код Босанског Петровца, 25. јануар 1914 — Београд, 11. септембар 1972) био је учесник Народноослободилачке борбе, генерал-мајор ЈНА.

## Биографија
Милан Атлагић Перкић је рођен 1914. године у Врточу, код Петровца, од оца Боже Атлагића Перкића и мајке Руже Глушица из Лике. Одрастао је са три брата и двије сестре. Потиче из земљорадничке породице. Прије рата био је радник. Био је ожењен Невенком Зорић из Теочака и са њом имао сина Стеву, који је страдао 1943. и ћерке Дару и Миланку.
По окупацији Југославије, укључио се у припреме за устанак и био је један од организатора оружаног устанка. 27. јула 1941. Од првих дана учествовао је у устаничким и герилским акцијама, са пушком коју му је дао отац Божо. Његова разборитост била је кључна да буде изабран за командира врточке чете. Био је припадник Треће крајишке бригаде од њеног настанка, па до 1943. У КПЈ је примљен 1941. Учесник је Битке на Неретви и Битке на Сутјесци. У рату је рањаван.
У рату је обављао дужност командира врточког вода, командира врточке чете, прво 4. (врточке) чете у 3. (петровачко-бихаћком) батаљону Првог крајишког партизанског одреда, а потом 2. (врточке) чете у 1. батаљону Треће крајишке бригаде. Након тога прима дужност команданта 1. батаљона Треће крајишке бригаде. Крајем рата био је замјеник команданта дивизије, а потом и командант дивизије.
Након рата служио је као официр у ЈНА. Унапређен је у чин генерал-мајора. Активна служба у ЈНА престала му је 1963. године.
Више пута је одликован. Носилац је Партизанске споменице 1941.
Умро је у Београду 1972. године. Сахрањен је у Алеји народних хероја на Новом гробљу у Београду. У родном Врточу му је постављена спомен-биста.